# Guido Improta
Guido Improta (Napoli, 11 maggio 1966) è un politico, dirigente pubblico e privato italiano, sottosegretario di Stato al Ministero delle Infrastrutture e dei Trasporti dal 28 novembre 2011 al 28 aprile 2013 nel governo Monti.
È stato anche assessore ai trasporti ed alla mobilità della giunta romana di Ignazio Marino.

## Biografia
Nato a Napoli nel 1966, è laureato in Scienze politiche, indirizzo internazionale.
Ha maturato esperienze professionali al Touring Club Italiano dal 1992 al 2000.
Dal 1995 al 1996 è chiamato a collaborare con Guglielmo Negri, sottosegretario di Stato alla Presidenza del Consiglio dei ministri con delega ai rapporti con il Parlamento del governo Dini.
Nel 2000, a seguito di selezione pubblica per titoli ed esame, assume la direzione generale dell'Azienda di Promozione Turistica del comune di Roma.
Dal 2006 lavora per il gruppo Alitalia in qualità di Responsabile delle Relazioni Istituzionali e nel 2011 è nominato Responsabile delle Relazioni con il Territorio e la pubblica amministrazione.
In occasione del secondo Governo Prodi, viene chiamato da Francesco Rutelli a ricoprire l'incarico di Capo dell'Ufficio Legislativo del Vicepresidente del Consiglio con delega al Turismo e ai Grandi Eventi dall'agosto 2006 al maggio 2007, di vice-capo di gabinetto vicario dal febbraio 2007 al maggio 2007 e di capo di gabinetto del Ministero per i Beni e le Attività Culturali dal maggio 2007 al maggio 2008.
Dal 29 novembre 2011 è Sottosegretario di Stato al Ministero delle infrastrutture e dei trasporti del Governo Monti.
Dal 26 giugno 2013 al 24 luglio 2015 è stato assessore ai trasporti del comune di Roma. Si dimette in netta polemica con il sindaco Ignazio Marino insieme alla collega Assessore al Bilancio Silvia Scozzese, entrambi renziani, per le gravi inefficienze amministrative e lo scandalo Mafia Capitale. Nel terzo rimpasto di Giunta, è sostituito dal Senatore PD Pro-Tav Stefano Esposito come Assessore ai Trasporti.
Il 1º ottobre 2015 è nominato segretario generale dell'Autorità di regolazione dei trasporti.